# Thomas Gerd Schulze
Thomas Gerd Schulze (Nuremberg, Baviera, 31 de maig de 1969) és un professor universitari, psiquiatre i activista polític alemany, compromès amb el procés polític català i el dret d'autodeterminació.
Especialista en psiquiatria i psicoteràpia, exerceix de professor a la Ludwig-Maximilians-Universität de Múnic on ocupa la càtedra de fenomenologia i genòmica psiquiàtrica. Hi ha associada la gestió de l'institut homònim (IPPG) de l'hospital, que inclou una clínica ambulatòria especial per al tractament de pacients amb trastorn bipolar. Schulze també fa recerca a la Universitat Johns Hopkins de Baltimore, a Maryland, els Estats Units. El seu treball se centra en les interaccions entre els gens i l'entorn amb malalties mentals com la malaltia bipolar, maníaca-depressiva, l'esquizofrènia o la depressió. La recerca de noves estratègies de tractament individual és un focus declarat en la psiquiatria moderna.
Schulze és el president de la Societat Internacional de Genètica Psiquiàtrica. En el seu vessant d'activista polític, és el president de l'associació Foreign Friends of Catalonia (Amics Estrangers de Catalunya), una associació formada per ciutadans independents d'arreu del món compromesos en la defensa del dret a l'autodeterminació, i que es solidaritzen amb Catalunya.
Schulze va estudiar medicina a Alemanya i el curs 1994-1995 el va fer a Barcelona, en un programa Erasmus. Quan va arribar a Barcelona va aprendre català, perquè les classes eren en català i perquè els seus amics parlaven en català. De seguida va apassionar-se pel català i per Catalunya en general. Bem aviat va comprendre que aquesta era una terra diferent, amb una història pròpia, i en tan sols uns quants mesos va fer una immersió total en la cultura catalana.